# Xanh da trời
 #007FFF 
Màu xanh da trời (azure) hay còn gọi là màu thiên thanh là màu nằm giữa màu xanh lam và màu xanh lơ, được coi là màu của bầu trời trong những ngày nắng đẹp. Bước sóng của màu này là từ 450 - 485 nm.

## Sử dụng
- Đây là một trong các màu biểu tượng cho nước Ý.
- Ở Pháp, nó được coi là màu nước của Địa Trung Hải.
- Màu của niềm tin và hy vọng.

## Tọa độ màu
```
Số Hex
 = #007FFF

RGB
    (r, g, b)    =  (0, 127, 255)

CMYK
   (c, m, y, k) =  (100, 50, 0, 0)

HSV
 (h, s, v) =  (210, 100, 100)
```